# Espacio marino de la Bahía de Cádiz
Espacio marino de la Bahía de Cádiz este o arie protejată (arie de protecție specială avifaunistică — SPA) din Spania întinsă pe o suprafață de 3.613,24 ha, integral marine.

## Localizare
Centrul sitului Espacio marino de la Bahía de Cádiz este situat la coordonatele 36°24′41″N 6°14′25″W / 36.4113°N 6.2403°V.

## Înființare
Situl Espacio marino de la Bahía de Cádiz a fost declarat arie de protecție specială avifaunistică în iulie 2014 pentru a proteja 13 specii de animale.

## Biodiversitate
Situată în ecoregiunile marină Atlantică și mediteraneană, aria protejată nu include niciun habitat protejat.
La baza desemnării sitului se află mai multe specii protejate de  păsări (13): alca (Alca torda), Calonectris diomedea, chirighiță neagră (Chlidonias niger), Larus audouinii, pescăruș negricios (Larus fuscus), pescăruș-cu-cap-negru (Larus melanocephalus), Larus michahellis, pescăruș râzător (Larus ridibundus), rață neagră (Melanitta nigra), Puffinus mauretanicus, chiră de baltă (Sterna hirundo), chiră mică (Sternula albifrons), chiră de mare (Thalasseus sandvicensis).